# ديدي غاردنر
ديدي غاردنر (بالإنجليزية: Dede Gardner)‏ هي مخرجة منفذة ومنتجة أفلام أمريكية، ولدت في 16 أكتوبر 1967 في وينتكا في الولايات المتحدة.

## وصلات خارجية
- ديدي غاردنر على موقع IMDb (الإنجليزية)
- ديدي غاردنر على موقع بوكس أوفيس موجو (الإنجليزية)
- ديدي غاردنر على موقع قاعدة بيانات الأفلام السويدية (السويدية)
- ديدي غاردنر على موقع قاعدة بيانات الفيلم (الإنجليزية)